# アイビー・マトセプ・カサバーリ
アイビー・フローレンス・マトセプ・カサバーリ（英語: Ivy Florence Matsepe-Casaburri , 1937年9月18日 - 2009年4月6日）は、南アフリカ共和国の政治家。大統領代行、通信相、フリーステイト州首相（第2代）を歴任した。

## 歴史
2008年9月24日にタボ・ムベキ大統領の辞任から新たにカレマ・モトランテが新たに大統領に就任するまでの間、短時間ながら大統領代行を務めた。通信相を務めていた2009年4月6日に、病院で自然死した。